# SBB Arena
SBB Arena är en bandyarena i Bollnäs i Gävleborg. Arenan invigdes den 18 oktober 2022. Den har plats för 3 500 åskådare.

## Galleri

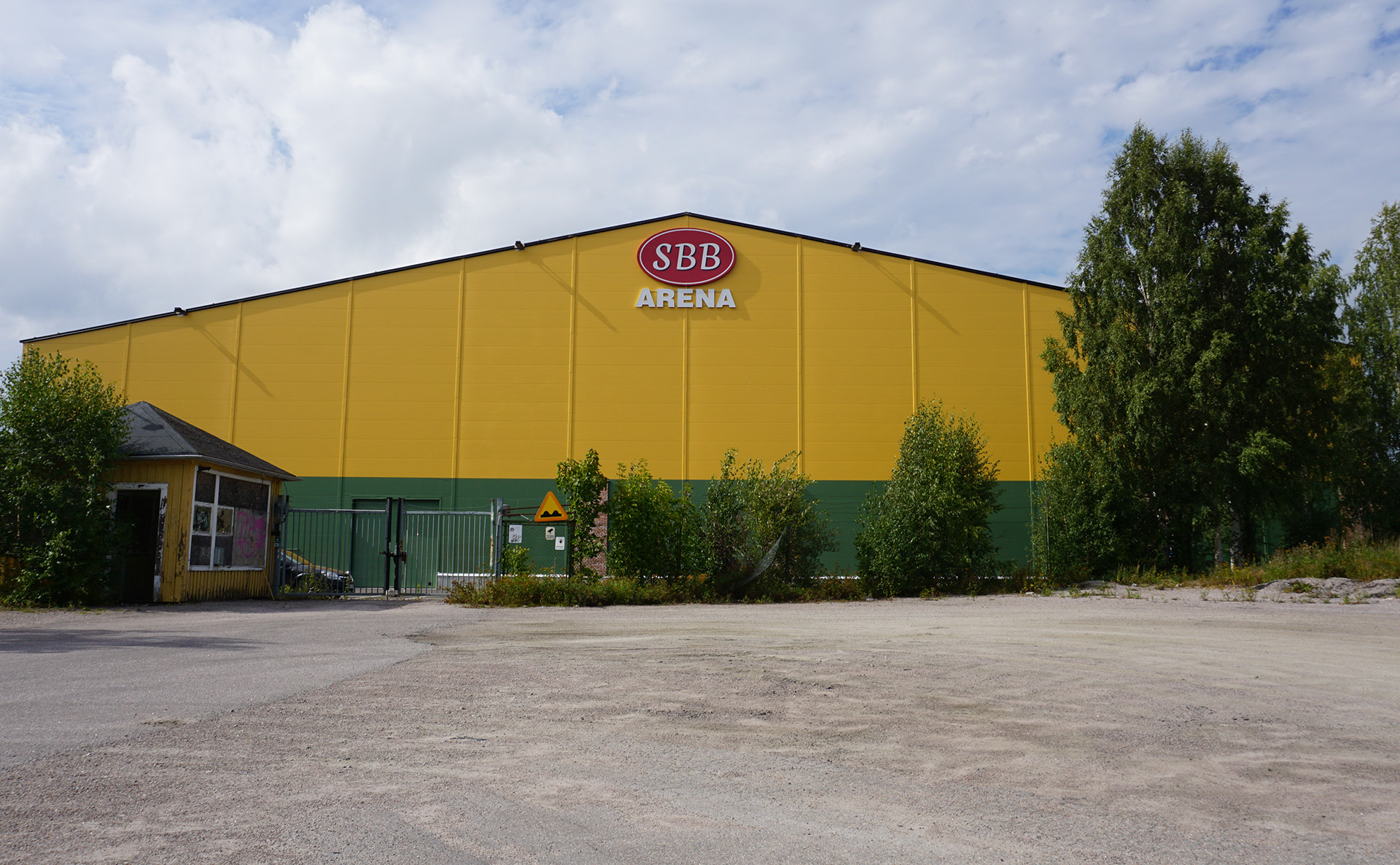
SBB arena hela gaveln
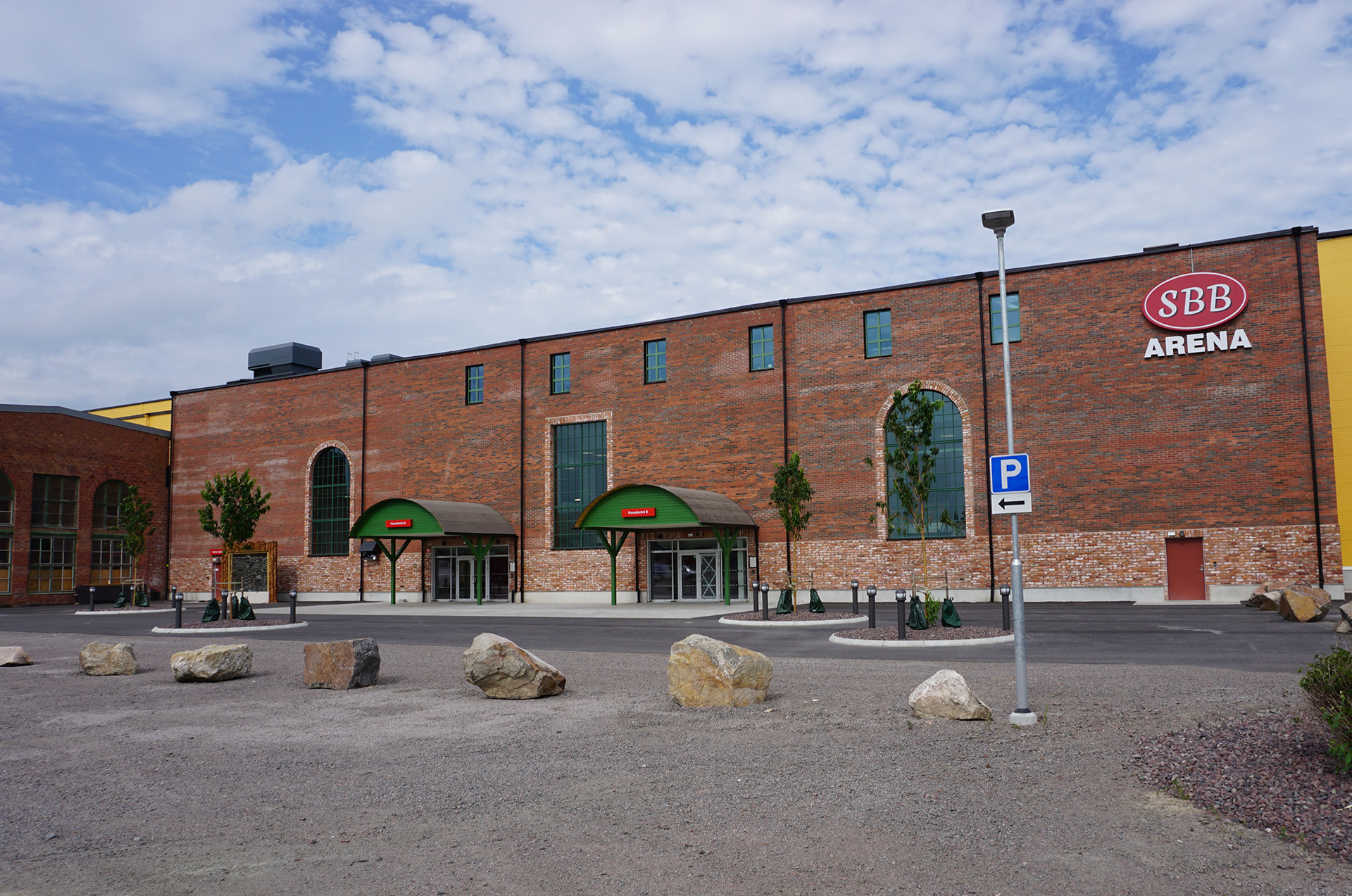
Entréer till SBB arena
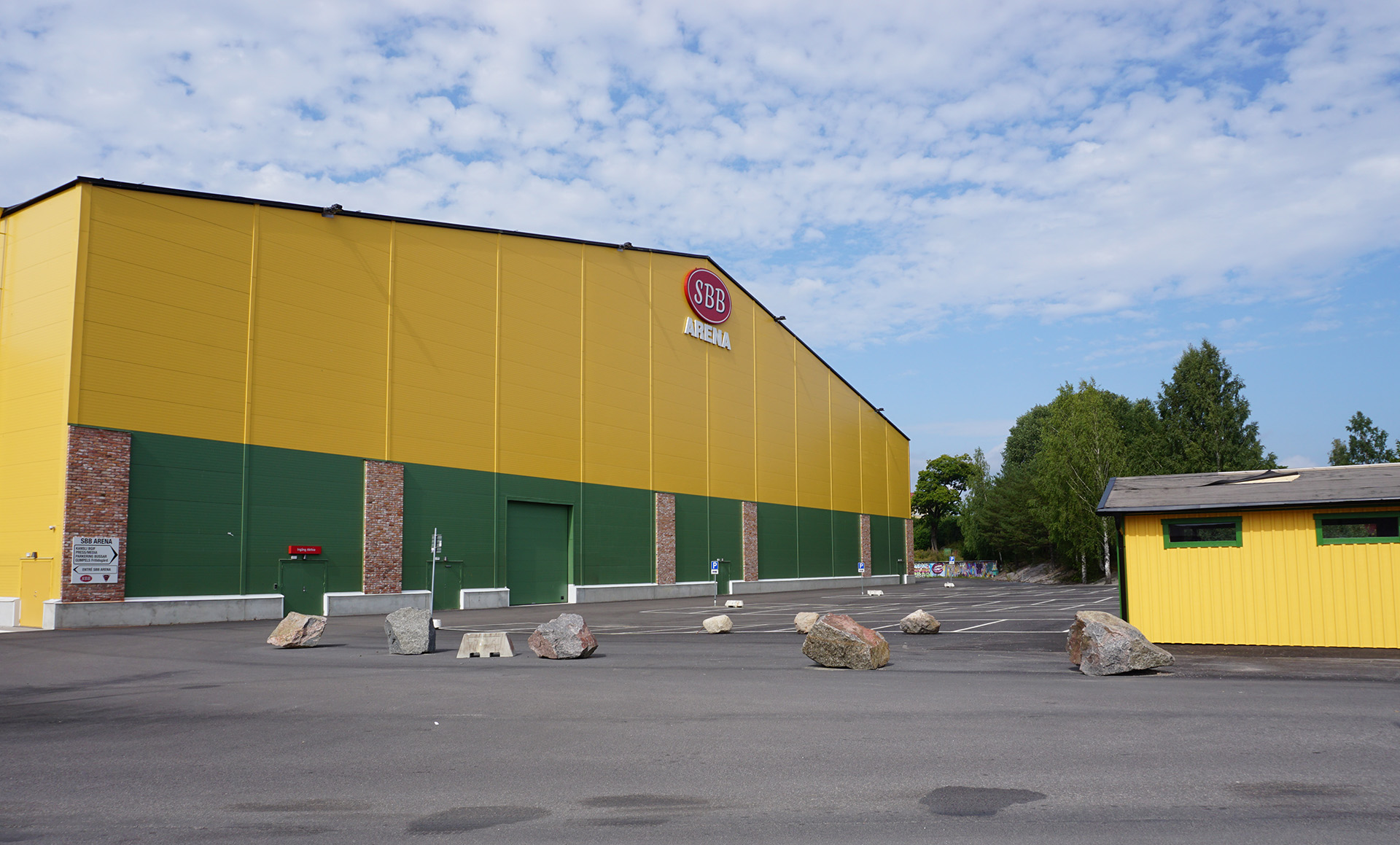
SBB arena, gavel och parkering
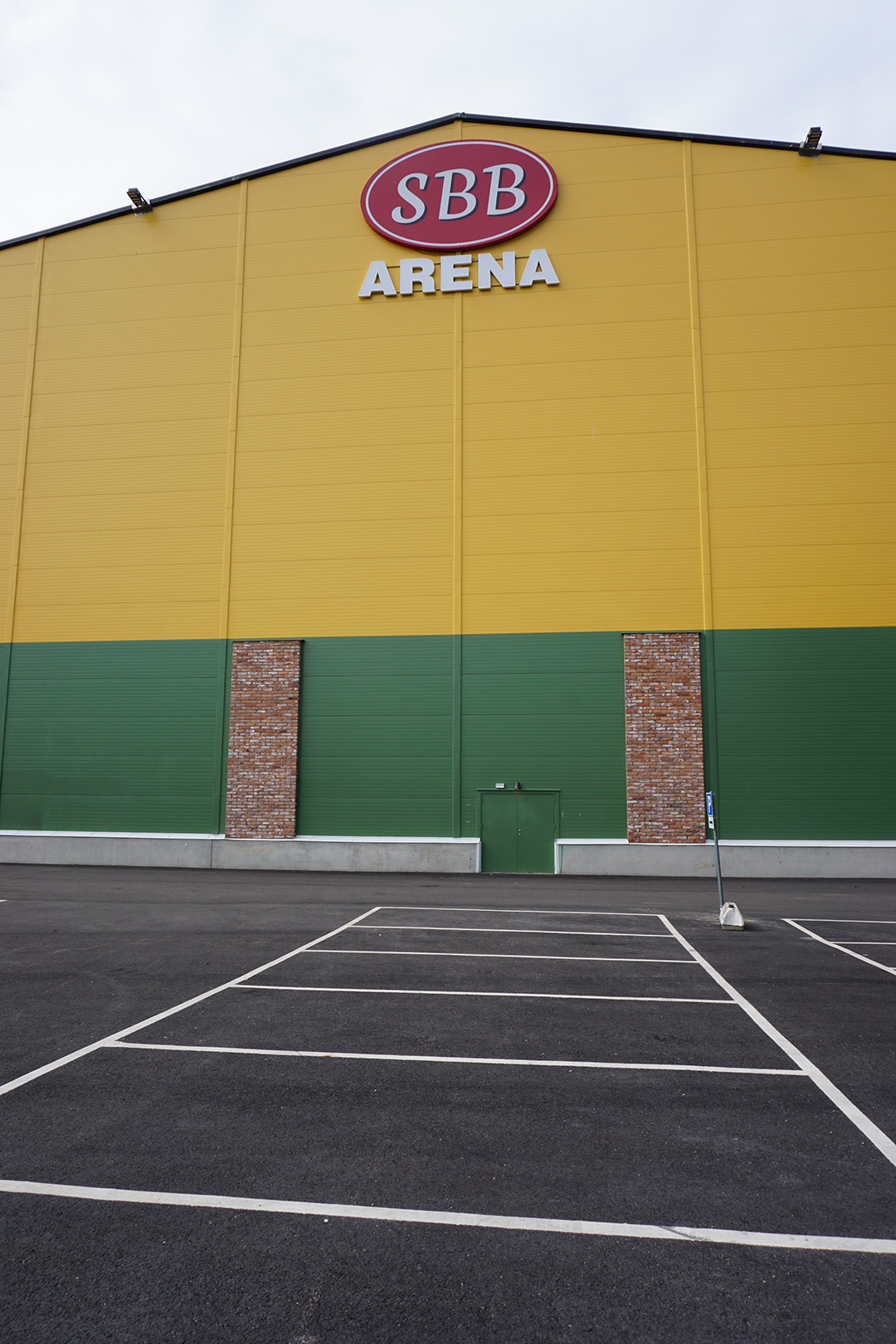
SBB arena, gavel
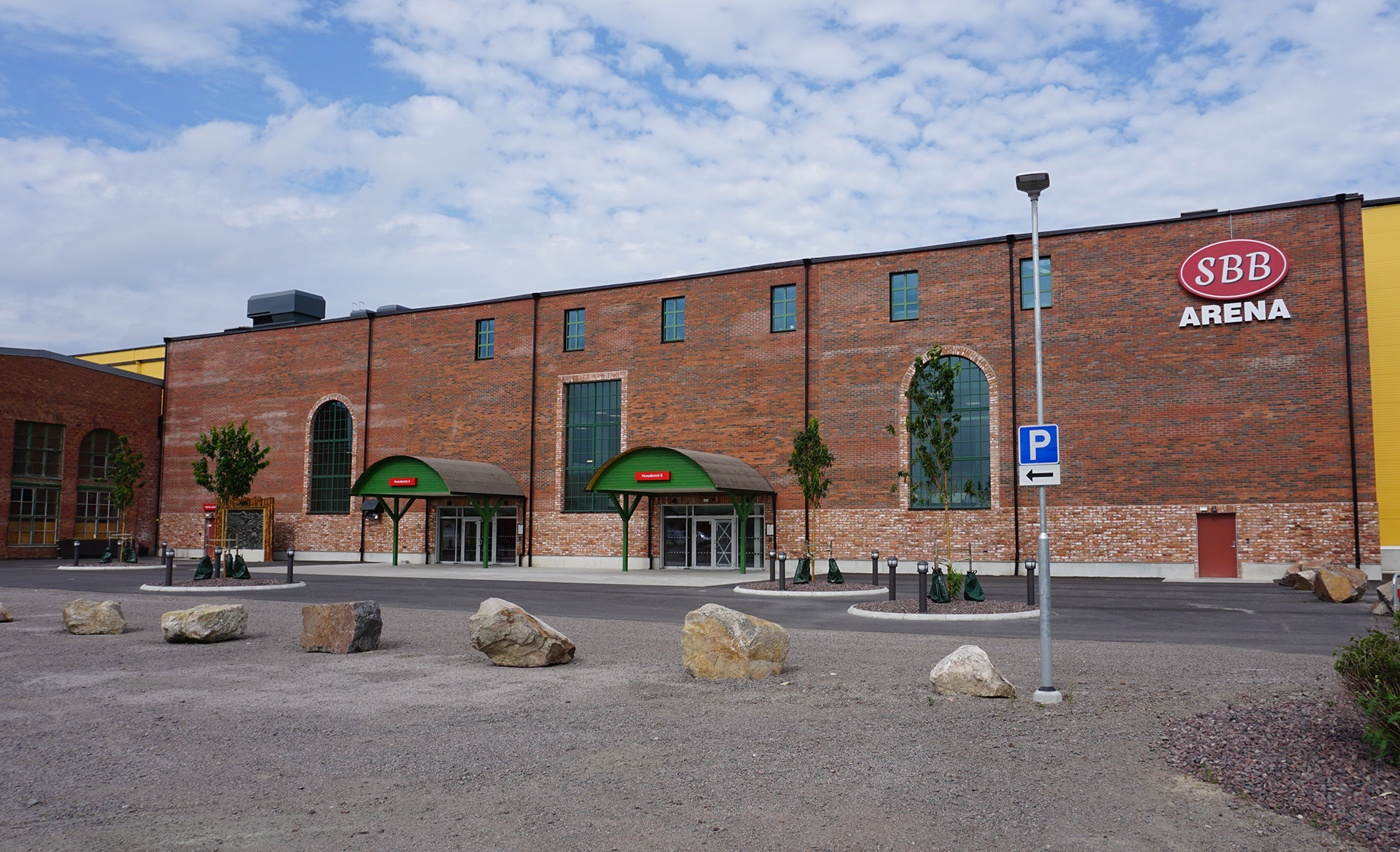
SBB arena, rakt framifrån